# NGC 7182
NGC 7182 је лентикуларна галаксија у сазвежђу Водолија која се налази на NGC листи објеката дубоког неба.
Деклинација објекта је - 2° 11' 46" а ректасцензија 22h 1m 51,6s. Привидна величина (магнитуда) објекта NGC 7182 износи 14,4 а фотографска магнитуда 15,3. NGC 7182 је још познат и под ознакама MCG 0-56-6, CGCG 377-15, NPM1G -02.0477, PGC 67864.